# Rhyacophila sequoia
Rhyacophila sequoia är en nattsländeart som beskrevs av Donald G. Denning 1950. Rhyacophila sequoia ingår i släktet Rhyacophila och familjen rovnattsländor. Inga underarter finns listade i Catalogue of Life.